# Keiser Av En Dimensjon Ukjent
Keiser Av En Dimensjon Ukjent — третій студійний альбом норвезького дарк-ембієнт гурту Mortiis. Реліз альбому відбувся 1995 року під лейблом Cold Meat Industry. Альбом складається з двох композицій. 

## Список композицій
| #     | Назва                              | Автор слів | Автор музики | Тривалість |
| ----- | ---------------------------------- | ---------- | ------------ | ---------- |
| 1.    | «Reisene Til Grotter Og Ødemarker» | Mortiis    | Mortiis      | 24:47      |
| 2.    | «Keiser Av En Dimensjon Ukjent»    | Mortiis    | Mortiis      | 27:48      |
| 52:35 |                                    |            |              |            |